# Friedrich Richard Adelbart Johow
Friedrich Richard Adelbart Johow Biehler (también firmaba Federico Richard Adelbert) ( 1859 - 1933), fue un prestigioso botánico, micólogo, liquenólogo alemán, que trabajó cuarenta y cuatro años en Chile.

## Biografía

### Estudios en Europa
Cumplidos sus 18 años ingresa a la Facultad de Filosofía de la Universidad de Berlín, para estudiar Ciencias Naturales. Y posteriormente se va a la Universidad de Bonn perfeccionándose en botánica, zoología y química, obteniendo en 1880 el doctorado en filosofía. A partir de 1882 será docente de Ciencias Naturales y Químicas en distintos Gimnasium y Liceos humanísticos de Alemania.
Expediciona a las Antillas y a Venezuela, con el aval de la Real Academia de Ciencias de Berlín. Así comienzan sus amores de naturalista por Sudamérica.
En 1888 es Profesor extraordinario en Ciencias Naturales en la Universidad de Bonn, culminando su carrera en Alemania. Conocía en forma perfecta el castellano, y el francés, así como el griego y el latín.

### Europa en América
Hacia esos mismos años, el embajador de Chile en Berlín, Domingo Gana, comienza a ejecutar la misión de contratar profesores alemanes para un Instituto de Educación Superior. Eran años de bonanza y el presidente José Manuel Balmaceda inicia una Programación de Mejoramiento de la Educación, abriendo un Instituto Pedagógico en 1889, formando profesores. Así es convocado Johow, y se desempeñaría a partir de 1889, y por varios decenios en las cátedras de Botánica en el "Instituto Pedagógico de Chile" (hasta 1925, y en las "Escuelas de Farmacia y de Medicina" de la Universidad de Chile

## Algunas publicaciones
Fue autor de interesantes estudios relacionados con la flora de Archipiélago Juan Fernández; sobre Biología vegetal, etc.
- 1896 Estudios sobre la flora de las Islas de Juan Fernández
- 1884. Veget. West- Ind.: Vegetationsbilder aus West-Indien und Venezuela. Kosmos. Stuttgart. vol. XIV (1884) p. 415 426, XV (1884) p. 112130, 270 285, XVII (1885) p. 35 47, 183 201.

## Honores

### Epónimos
En la comuna de Ñuñoa, la calle Doctor Johow es llamada en su nombre.
El cerro más alto de la isla Santa Clara, en el archipíélago de Juan Fernández, se llamó Cerro Johow, en honor al naturalista. La calle que lleva a la entrada del parque nacional de la isla Robinson Crusoe, en el pueblo de San Juan Bautista, se llamó calle Doctor Johow en honor a él también.
Género
- (Lamiaceae) Johowia Epling & Looser[5][6]

Especies (10 + 2 registros)
- (Myrtaceae) Myrceugenia johowii Gusinde[7]

- (Orchidaceae) Chloraea johowiana Kraenzl.[8]

- (Polemoniaceae) Gilia johowii F.Meigen[9]
- La abreviatura «Johow» se emplea para indicar a Friedrich Richard Adelbart Johow como autoridad en la descripción y clasificación científica de los vegetales.[10]